# 크리스 플렉센
크리스토퍼 플렉센(Christopher Flexen, 1994년 7월 1일 ~ )은 미국의 야구 선수이자, 현 메이저 리그 시카고 화이트삭스의 투수이다.

## 미국 프로야구 시절
2017년에 뉴욕 메츠에 입단하였다.

## 한국 프로야구 시절

### 두산 베어스시절
2020년부터 세스 프랭코프를 대체할 투수로 영입되었다. 2020년 3월에 활동명을 '프렉센'에서 '플렉센'으로 바꿨다. 2020년 시즌 후 재계약에 실패했다. 그의 대체 용병으로는 아리엘 미란다가 영입됐다.

## 미국 프로야구 복귀
2021년에 시애틀 매리너스에 입단하였다.
첫 해에 14승, 3점대 평균자책점을 기록했지만 이후 부진했다.